# Nespaqaschuty
Nespaqaschuty war ein altägyptischer, oberägyptischer Wesir, der in der 26. Dynastie lebte und unter Psammetich I. amtierte.
Nespaqaschuty (manchmal als Nespaqaschuty D bezeichnet, um ihn von gleichnamigen, anderen Wesiren zu unterscheiden) war der Sohn des Nespamedu, der wiederum auch Wesir war. Auch sein Großvater Nespaqaschuty (C) war Wesir. Er stammte damit aus einer einflussreichen Familie, deren Mitglieder über mehrere Generationen hohe Ämter innehatten. Nespaqaschuty ist von einer Reihe von Statuen bekannt, die er im Karnaktempel von Theben ausstellen ließ. In Theben hatte er ein Grab (TT312), bei dem es sich um eine Anlage des Mittleren Reiches handelte, die er wieder verwendete und reich mit Reliefs ausstatten ließ.